# 손 (중국 성씨)
손(孫[sūn])씨는 중국의 성씨이다. 손(孫)은 중국 성씨 순위 12위이다. 

## 기원
- 진(陳)나라 규성 공족 진완(陳完) 후손 손무, 손빈이 있다.
- 손권은 오나라 개국자다. 규성 계열이라는 설이 있다.
- 성씨심원(姓氏尋源)에 따르면 주문왕 자손에 손씨가 있다.
- 초나라 사람 손숙오(孫叔敖)가 있다. 본래는 위씨였는데 원씨로 개성하였다가, 손씨로 바뀌었다고 한다.
- 요나라 군주 손만영(孫萬榮) 계통이 있다.
- 근현대사 인물로는 중국의 혁명지도자인 손문(孫文)이 있다.

## 인물
손무(孫武), 오나라 무열황제 손견(孫堅), 손책(孫策), 손권(孫權)